# Борково (Ґданський повіт)
Борково (пол. Borkowo, нім. Borgfeld) — село в Польщі, у гміні Прущ-Гданський Ґданського повіту Поморського воєводства.
Населення — 1691 особа (2011).
У 1975-1998 роках село належало до Гданського воєводства.

## Демографія
Демографічна структура станом на 31 березня 2011 року:
|          | Загалом | Допрацездатний вік | Працездатний вік | Постпрацездатний вік |
| -------- | ------- | ------------------ | ---------------- | -------------------- |
| Чоловіки | 828     | 211                | 590              | 27                   |
| Жінки    | 863     | 227                | 572              | 64                   |
| Разом    | 1691    | 438                | 1162             | 91                   |